# Wiguläus von Kreittmayr
Wiguläus von Kreittmayr (14 dicembre 1705 – 27 ottobre 1790) è stato un giurista e funzionario tedesco a capo della pubblica amministrazione dell'elettorato di Baviera dal 1758.
Egli è ricordato soprattutto per la sua attività nel campo del diritto. Fu infatti la figura centrale della redazione nel 1725 del codice civile bavarese, a cui seguì la compilazione del codice penale bavarese nel 1751, del codice di procedura civile nel 1753 e del codice civile (Codex Maximilianeus bavaricus civilis) nel 1756. La lingua di quest'ultimo fu quella tedesca mentre le norme sono esposte con un linguaggio chiaro e preciso, caratteristiche di un codice moderno per l'epoca, ma era ancora legato alla tradizione del diritto in quanto faceva riferimento al diritto comune per la risoluzione delle lacune. Il codice penale da lui elaborato si basava sulla visione cattolica pre-illuministe, contemplando ancora reati quali la magia e l'eresia; pertanto si rivelò inadeguato già dopo la seconda metà del XVIII secolo rimanendo comunque in vigore fino al 1813. I suoi codici civili sopravvissero rispettivamente fino al 1869 e al 1900, nonostante la loro arretratezza per i temi. I suoi ampi commenti sul diritto civile e pubblico bavarese sono un'importante fonte di storia del diritto e riflettono la sua comprensione pratica e realistica del diritto.
Nel 1958, la città di Monaco di Baviera commissionò una statua in bronzo di von Kreittmayr. Ma le proteste dei sostenitori dei diritti umani, che fecero notare di come il codice penale di von Kreittmayr avesse introdotto la tortura giudiziaria in Baviera proprio quando altri ordinamenti iniziavano ad abolirla, ne impedirono l'installazione. La statua è stata donata al villaggio natale di von Kreittmayr, Offenstetten.